# Іоанн Дука Ватац
Іоанн Дука Ватац (1215 —1240) — державний та військовий діяч Нікейської імперії.

## Життєпис
Походив з аристократичного роду Ватаців. Син Ісаака Дуки Ватаца, паракімонен-сфендона Нікейської імперії. Народився у 1215 році, ймовірно у м.Нікея. У 1222 році після сходження його стрийка Іоанна на трон отримав титул себастократора. У 1230-х роках одружився з дочкою Іоанна Комніна Ангела, великого примікерія (нащадка одного з братів імператора Ісаака II).
Розпочав службу при імператорському дворі, можливо брав участь у походах проти латинської імперії. Втім внаслідок хвороби або під час епідемії помер у 1240 році.

## Родина
Дружина — Євдокія Ангеліна
Діти:
- Феодора (1239—1303), дружина імператора Михайла VIII